# Camptoprosopella resinosa
Camptoprosopella resinosa är en tvåvingeart som först beskrevs av Christian Rudolph Wilhelm Wiedemann 1830.  Camptoprosopella resinosa ingår i släktet Camptoprosopella och familjen lövflugor. Inga underarter finns listade i Catalogue of Life.